# Nikołaj Smirnow (matematyk)
Nikołaj Wasiljewicz Smirnow (ros. Николай Васильевич Смирнов, ur. 17 października 1900 w Moskwie, zm. 2 czerwca 1966 tamże) – rosyjski matematyk i statystyk, współtwórca (wspólnie z Andriejem Kołmogorowem) testu Kołmogorowa-Smirnowa.

## Życiorys
Podczas I wojny światowej służył w oddziałach sanitarnych, później służył w Armii Czerwonej. Od 1921 studiował na Wydziale Fizyczno-Matematycznym Moskiewskiego Uniwersytetu Państwowego, który ukończył w 1926. Wykładał matematykę w Akademii Rolniczej im. Timiriaziewa, w 1929 ukończył aspiranturę Naukowo-Badawczego Instytutu Matematyki i Mechaniki przy Moskiewskim Uniwersytecie Państwowym, później był starszym pracownikiem naukowym tego instytutu. Od 1938 do końca życia wykładał w MIAN, w którym od 1957 kierował wydziałem statystyki matematycznej, jednocześnie od 1937 do 1941 był wykładowcą Moskiewskiego Instytutu Pedagogicznego im. Lenina, a od 1943 do 1952 kierownikiem katedry Moskiewskiego Uniwersytetu Państwowego. W 1951 otrzymał Nagrodę Państwową ZSRR.